# Chase Bradley
Chase Bradley, född 9 januari 2002, är en amerikansk professionell ishockeyforward som är kontrakterad till Colorado Avalanche i National Hockey League (NHL) och spelar för Colorado Eagles i American Hockey League (AHL).
Han har tidigare spelat för Connecticut Huskies i National Collegiate Athletic Association (NCAA) och Omaha Lancers och Sioux City Musketeers i United States Hockey League (USHL).
Bradley draftades av Colorado Avalanche i sjunde rundan i 2020 års draft som 203:e spelare totalt.

## Statistik
| 2016–2017   | New Jersey Colonials U14 | AYHL        | 6   | 6  | 1  | 7  | 6   | 6 | 4 | 5 | 9 | 6  |
| 2017–2018   | Oakville Tigers          |             | 20  | 21 | 12 | 33 | 64  | 1 | 2 | 0 | 2 | 2  |
|             | New Jersey Colonials U16 | AYHL        | 9   | 1  | 0  | 1  | 16  | — | — | — | — | —  |
|             | New Jersey Colonials U16 | HPHL        | 7   | 7  | 4  | 11 | 12  | — | — | — | — | —  |
|             | New Jersey Colonials U18 | AYHL        | 2   | 0  | 2  | 2  | 2   | — | — | — | — | —  |
| 2018–2019   | Omaha Lancers            | USHL        | 37  | 3  | 1  | 4  | 8   | — | — | — | — | —  |
| 2019–2020   | Omaha Lancers            | USHL        | 34  | 7  | 12 | 19 | 77  | — | — | — | — | —  |
| 2020–2021   | Sioux City Musketeers    | USHL        | 52  | 22 | 18 | 40 | 82  | 3 | 1 | 0 | 1 | 25 |
| 2021–2022   | Connecticut Huskies      | NCAA        | 29  | 4  | 5  | 9  | 14  | — | — | — | — | —  |
| 2022–2023   | Connecticut Huskies      | NCAA        | 35  | 10 | 10 | 20 | 61  | — | — | — | — | —  |
| 2023–2024   | Connecticut Huskies      | NCAA        | 31  | 11 | 11 | 22 | 53  | — | — | — | — | —  |
| 2024–2025   | Colorado Avalanche       | NHL         | 1   | 0  | 0  | 0  | 0   | — | — | — | — | —  |
|             | Colorado Eagles          | AHL         | 17  | 3  | 1  | 4  | 11  | — | — | — | — | —  |
| NHL totalt  | NHL totalt               | NHL totalt  | 1   | 0  | 0  | 0  | 0   | — | — | — | — | —  |
| NCAA totalt | NCAA totalt              | NCAA totalt | 95  | 25 | 26 | 51 | 128 | — | — | — | — | —  |
| USHL totalt | USHL totalt              | USHL totalt | 123 | 32 | 31 | 63 | 167 | 3 | 1 | 0 | 1 | 25 |